# Flaga Rosji
Flaga Rosji – jeden z symboli państwowych Federacji Rosyjskiej, w użyciu  od 1668 roku jako flaga carska i nieco później rosyjski sztandar narodowy. Jako oficjalna flaga państwowa była używana w kilku wariantach w latach 1883–1917. Ponownie została oficjalnie wprowadzona jako flaga Rosyjskiej FSRR w 1991 roku i po niewielkich zmianach w proporcjach oraz odcieniach kolorów z 1993 roku jest używana do dziś.  

## Historia

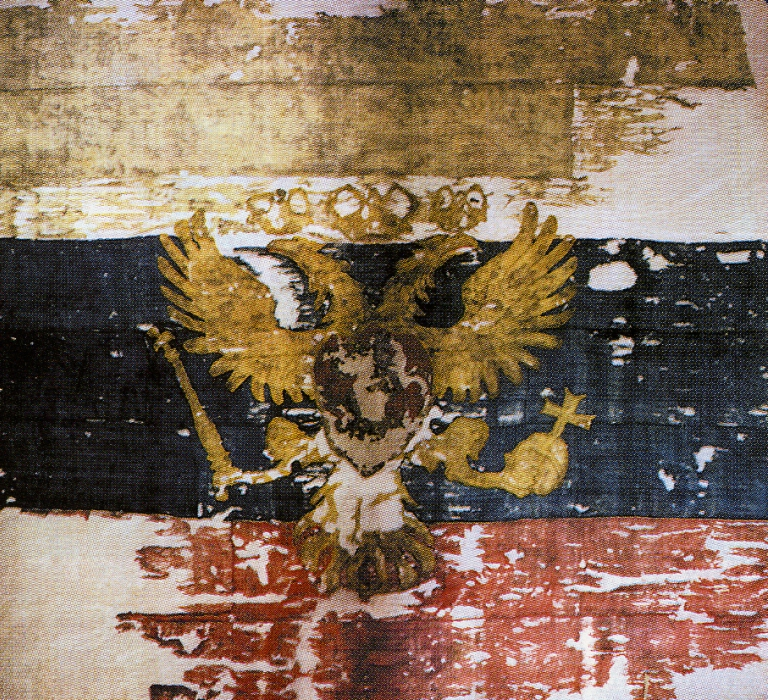
Najstarsza zachowana flaga cara rosyjskiego z 1693 roku. Zbiory Centralnego Muzeum Marynarki Wojennej w Petersburgu

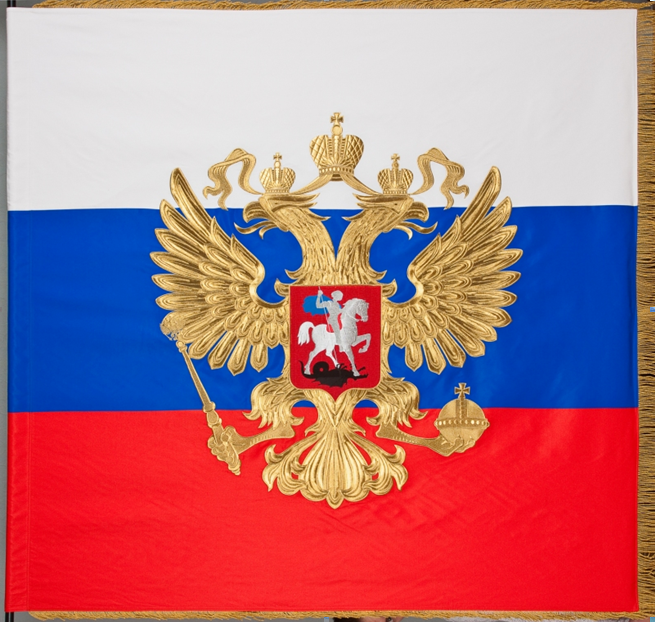
Sztandar prezydenta Federacji Rosyjskiej z 1994 roku

Według legendy, flaga została wprowadzona podczas podróży cara Piotra Wielkiego do Holandii w 1699, gdzie car uczył się budowy okrętów. Rzekomo dla swej floty Piotr wziął za przykład właśnie flagę Holandii. Faktycznie biało-granatowo-czerwona flaga była wprowadzona przez cara Piotra Wielkiego w 1693 dla marynarki, ale od 1705 była używana jako flaga floty handlowej. W niemieckiej książce, wydanej w roku 1695, biało-granatowo-czerwona flaga ze złotym dwugłowym orłem określona została „Flagą cara moskiewskiego”. Prawdopodobne jest, że barwy tamtej flagi pochodzą od barw herbu  Wielkiego Księstwa Moskiewskiego (ten sam herb ma Moskwa: biały – umaszczenie wierzchowca św. Jerzego, niebieski – barwa jego płaszcza, czerwony – barwa tarczy). Pierwszy rosyjski okręt Orioł (Orzeł), odbudowany przez ojca Piotra Wielkiego – cara Alekseja Michajlowicza Romanowa – w roku 1667 także miał flagę biało-granatowo-czerwonych kolorów.
W latach 1699–1883 biało-granatowo-czerwona flaga była używana jako flaga narodowa, nie miała jednak statusu oficjalnego. W roku 1858 przez cesarza Aleksandra II była wprowadzona czarno-żółto-biała flaga państwowa (kolorów herbu Imperium Rosyjskiego oraz dynastii Romanowów), która nie zyskała popularności – powszechnie używane były obie flagi.
Statut oficjalny jako Flaga Narodowa biało-granatowo-czerwony sztandar otrzymał 7 maja 1883 decyzją cara Aleksandra III. Biało-granatowo-czerwona flaga była zatwierdzona jako Oficjalna Flaga Rosji tuż przed koronacją Mikołaja II w 1896. W 1914, w celu wzmocnienia patriotyzmu (w tym samym roku rozpoczęła się I wojna światowa), dodano w kantonie godło rosyjskie. Taka flaga nigdy nie była oficjalnym sztandarem Rosji, lecz przeznaczona była dla używania jako prywatna flaga narodowa. Też nie zyskała popularności; ponadto trudno było zrozumieć, co oznacza określenie „prywatna flaga narodowa”.
Wtedy to czerwony kolor oznaczał imperialność, granatowy był kolorem Matki Boskiej, pod której opieką znajdowała się Rosja, biały natomiast to kolor wolności i niezależności.
W okresie ZSRR zerwano z historyczną flagą i wprowadzono nowy symbol, odwołujący się do ideologii komunistycznej i rewolucyjnej (flaga Rosyjskiej FSRR).
Tradycyjna trójkolorowa flaga przywrócona została 22 sierpnia 1991.

### Flagi historyczne

#### Imperium Rosyjskie

Flaga Rosji 1699–1858
Flaga Rosji 1858–1883
Flaga Carstwa Rosyjskiego 1883–1914, a później flaga Republiki Rosyjskiej i rządu tymczasowego 1917-1918
Flaga z lat 1914–1917

#### RFSRR

Pierwsza flaga rewolucjonistów z 04.1918 r.
Flaga rewolucjonistów z czasów 3-letniej wojny domowej z 1918 r.
Flaga w czasie rewolucji i po rewolucji  z lat 1918–1925
Flaga RFSSR za Józefa Stalina z lat 1925–1937
Flaga RFSSR z lat 1937–1954
Ostatnia flaga RFSSR z lat  1954–1991

#### ZSRR

Pierwsza flaga ZSRR wymyślona przez Włodzimierza Lenina z 1923
Flaga ZSRR z lat 1923–1924
Flaga ZSRR z lat 1924–1936
Flaga ZSRR z lat 1936–1955
Przedostatnia flaga ZSRR z lat 1955–1980
Ostatnia flaga ZSRR z lat 1980–1991

#### Federacja Rosyjska

Flaga Federacji Rosyjskiej z lat 1991–1993
Flaga Federacji Rosyjskiej od 1993 roku

## Symbolika

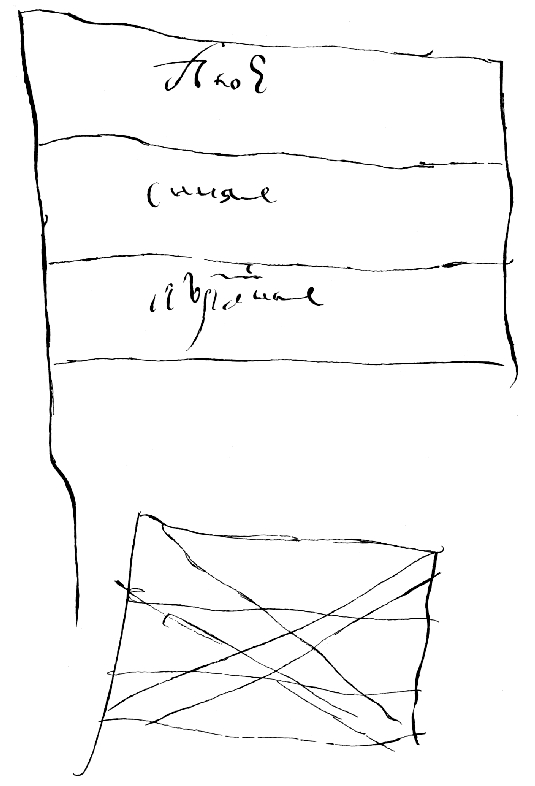
Odręczny projekt flagi wykonany przez Piotra I

Obecnie najczęściej używa się następującego wyjaśnienia symboliki barw flagi Rosji:
- Biały kolor oznacza świat, czystość, niewinność, doskonałość;
- Granatowy jest kolorem wiary i wierności, stałości;
- Czerwony kolor symbolizuje energię, siłę, krew przelaną za Ojczyznę.

Istnieje jeszcze jedno dopuszczalne traktowanie znaczeń kolorów flagi (tzw. wyjaśnienie „państwowe”), według niego barwy oznaczają jedność trzech braterskich wschodniosłowiańskich narodów: biały jest więc kolorem Białorusi, granatowy – Małorusi (Ukrainy), czerwony zaś Wielkorusi (Rosji).